# آلاندرو رزی
آلاندرو رزی (انگلیسی: Aleandro Rosi؛ زادهٔ ۱۷ مهٔ ۱۹۸۷) بازیکن فوتبال اهل ایتالیا است.
از باشگاه‌هایی که در آن بازی کرده‌است می‌توان به باشگاه فوتبال پروجا، باشگاه فوتبال فیورنتینا، باشگاه ورزشی لاتزیو، باشگاه فوتبال پارما، باشگاه فوتبال کیه‌وو ورونا، باشگاه فوتبال فروزینونه، باشگاه فوتبال آ.اس. رم، باشگاه فوتبال روبور سیه‌نا، باشگاه فوتبال کروتونه، باشگاه فوتبال ساسولو، باشگاه فوتبال جنوآ، و باشگاه فوتبال لیورنو اشاره کرد.
وی همچنین در تیم‌های ملی فوتبال زیر ۱۷ سال ایتالیا و زیر ۱۹ سال ایتالیا بازی کرده‌است.